# Roseli Gustavo
Roseli do Carmo Gustavo (Araraquara, 25 de julho de 1971) é uma ex-jogadora de basquetebol brasileira.
Integrou a seleção nacional que conquistou as medalhas de ouro no Campeonato Mundial de Basquetebol Feminino de 1994 e nos Jogos Pan-americanos de 1991, e a medalha de prata nos Jogos Olímpicos de Atlanta, em 1996.
Em janeiro de 2021, foi nomeada pelo prefeito Edinho Silva, Presidente da Fundação de Amparo Ao Esporte do Município de Araraquara (FUNDESPORT), para o mandato 2021-2024.